# Parapluieberg
Parapluieberg är en kulle i Österrike.   Den ligger i distriktet Mödling och förbundslandet Niederösterreich, i den östra delen av landet, 14 km sydväst om huvudstaden Wien. Toppen på Parapluieberg är 544 meter över havet.
Terrängen runt Parapluieberg är kuperad åt sydväst, men åt nordost är den platt. Runt Parapluieberg är det tätbefolkat, med 383 invånare per kvadratkilometer.. Närmaste större samhälle är Wien, 14,4 km nordost om Parapluieberg. 
I omgivningarna runt Parapluieberg växer i huvudsak blandskog.